# اینتل اتم
اینتل اتم (به انگلیسی: Intel Atom) سری از پردازنده‌های ولتاژ فوق پایین با معماری آی‌ای-۳۲ و X86-64 ساخته شرکت اینتل است که برای کاهش مصرف برق و اتلاف انرژی در مقایسه با پردازنده‌های معمولی سری اینتل کور طراحی شده‌است. سری اتم عمدتاً در نت‌بوک‌ها، مینی PC، برنامه‌های کاربردی تعبیه‌شده از مراقبت‌های بهداشتی گرفته تا روباتیک پیشرفته، دستگاه‌های اینترنت همراه (MID) و تلفن‌ها استفاده می‌شود. این سری در ابتدا با فناوری مکمل ۴۵ نانومتری فلز-اکسید-نیمه هادی (سیماس) طراحی شد و مدل‌های بعدی با کد Cedar از یک فرایند ۳۲ نانومتری استفاده کردند.